# 赵秀云
赵秀云（1947年—），汉族，中华人民共和国政治人物、第十一届全国政协委员。
加入九三学社，担任九三学社书画院副院长。2008年，当选第十一届全国政协委员，代表文化艺术界，分入第二十七组。